# (3156) Ellington
(3156) Ellington est un astéroïde de la ceinture principale découvert le 15 mars 1953 à Uccle par l'astronome français Alfred Schmitt.
Sa désignation provisoire était 1953 EE.

## Caractéristiques
Sa distance minimale d'intersection de l'orbite terrestre est de 1,350 570 ua.